# Tudor Băluță
Tudor Băluță (Craiova, 27 marzo 1999) è un calciatore rumeno, difensore o centrocampista dell'U Craiova.

## Caratteristiche tecniche
È un centrocampista difensivo, che può giocare anche come difensore centrale.

## Statistiche

### Presenze e reti nei club
Statistiche aggiornate al 24 novembre 2020.
| Stagione                 | Squadra                  | Campionato               | Campionato | Campionato | Coppe nazionali | Coppe nazionali | Coppe nazionali | Coppe continentali | Coppe continentali | Coppe continentali | Altre coppe | Altre coppe | Altre coppe | Totale | Totale |
| Stagione                 | Squadra                  | Comp                     | Pres       | Reti       | Comp            | Pres            | Reti            | Comp               | Pres               | Reti               | Comp        | Pres        | Reti        | Pres   | Reti   |
| ------------------------ | ------------------------ | ------------------------ | ---------- | ---------- | --------------- | --------------- | --------------- | ------------------ | ------------------ | ------------------ | ----------- | ----------- | ----------- | ------ | ------ |
| 2015-2016                | Viitorul Costanza        | LI                       | 2          | 0          | CR+CL           | 0+0             | 0+0             |                    | -                  | -                  |             | -           | -           | 10     | 0      |
| 2016-2017                | Viitorul Costanza        | LI                       | 0          | 0          | CR+CL           | 0+0             | 0+0             |                    | -                  | -                  |             | -           | -           | 0      | 0      |
| 2017-2018                | Viitorul Costanza        | LI                       | 24         | 0          | CR              | 1               | 0               | UCL+UEL            | 0+1                | 0+0                | SR          | 0           | 0           | 26     | 0      |
| 2018-2019                | Viitorul Costanza        | LI                       | 27         | 2          | CR              | 3               | 0               | UEL                | 4                  | 0                  |             | -           | -           | 34     | 2      |
| Totale Viitorul Costanza | Totale Viitorul Costanza | Totale Viitorul Costanza | 53         | 2          |                 | 4               | 0               |                    | 5                  | 0                  |             | 0           | 0           | 58     | 2      |
| ago.-dic. 2019           | Brighton                 | PL                       | 0          | 0          | FA+LC           | 0+1             | 0+0             |                    | -                  | -                  |             | -           | -           | 1      | 0      |
| gen.-mag. 2020           | ADO Den Haag             | ED                       | 4          | 0          | CO              | -               | -               |                    | -                  | -                  |             | -           | -           | 4      | 0      |
| ott. 2020-2021           | Dinamo Kiev              | PL                       | 1          | 0          | KU              | 0               | 0               | UCL                | 2                  | 0                  | SU          | -           | -           | 3      | 0      |
| Totale carriera          | Totale carriera          | Totale carriera          | 58         | 2          |                 | 5               | 0               |                    | 7                  | 0                  |             | 0           | 0           | 70     | 2      |

### Cronologia presenze e reti in nazionale
| Cronologia completa delle presenze e delle reti in nazionale ― Romania | Cronologia completa delle presenze e delle reti in nazionale ― Romania | Cronologia completa delle presenze e delle reti in nazionale ― Romania | Cronologia completa delle presenze e delle reti in nazionale ― Romania | Cronologia completa delle presenze e delle reti in nazionale ― Romania | Cronologia completa delle presenze e delle reti in nazionale ― Romania | Cronologia completa delle presenze e delle reti in nazionale ― Romania | Cronologia completa delle presenze e delle reti in nazionale ― Romania |
| Data                                                                   | Città                                                                  | In casa                                                                | Risultato                                                              | Ospiti                                                                 | Competizione                                                           | Reti                                                                   | Note                                                                   |
| ---------------------------------------------------------------------- | ---------------------------------------------------------------------- | ---------------------------------------------------------------------- | ---------------------------------------------------------------------- | ---------------------------------------------------------------------- | ---------------------------------------------------------------------- | ---------------------------------------------------------------------- | ---------------------------------------------------------------------- |
| 31-5-2018                                                              | Hartberg                                                               | Romania                                                                | 3 – 2                                                                  | Cile                                                                   | Amichevole                                                             | -                                                                      | 70’                                                                    |
| 14-10-2018                                                             | Bucarest                                                               | Romania                                                                | 0 – 0                                                                  | Serbia                                                                 | UEFA Nations League 2018-2019 - 1º Turno                               | -                                                                      |                                                                        |
| 20-11-2018                                                             | Podgorica                                                              | Montenegro                                                             | 0 – 1                                                                  | Romania                                                                | UEFA Nations League 2018-2019 - 1º Turno                               | -                                                                      | 88’                                                                    |
| 23-3-2019                                                              | Stoccolma                                                              | Svezia                                                                 | 2 – 1                                                                  | Romania                                                                | Qual. Euro 2020                                                        | -                                                                      | 78’                                                                    |
| 10-6-2019                                                              | Attard                                                                 | Malta                                                                  | 0 – 4                                                                  | Romania                                                                | Qual. Euro 2020                                                        | -                                                                      |                                                                        |
| 15-11-2019                                                             | Bucarest                                                               | Romania                                                                | 0 – 2                                                                  | Svezia                                                                 | Qual. Euro 2020                                                        | -                                                                      |                                                                        |
| 18-11-2019                                                             | Madrid                                                                 | Spagna                                                                 | 5 – 0                                                                  | Romania                                                                | Qual. Euro 2020                                                        | -                                                                      |                                                                        |
| 26-9-2022                                                              | Bucarest                                                               | Romania                                                                | 4 – 1                                                                  | Bosnia ed Erzegovina                                                   | UEFA Nations League 2022-2023 - 1º Turno                               | -                                                                      | 65’                                                                    |
| 20-11-2022                                                             | Chișinău                                                               | Moldavia                                                               | 0 – 5                                                                  | Romania                                                                | Amichevole                                                             | -                                                                      |                                                                        |
| 25-3-2023                                                              | Andorra la Vella                                                       | Andorra                                                                | 0 – 2                                                                  | Romania                                                                | Qual. Euro 2024                                                        | -                                                                      | 65’                                                                    |
| 28-3-2023                                                              | Bucarest                                                               | Romania                                                                | 2 – 1                                                                  | Bielorussia                                                            | Qual. Euro 2024                                                        | -                                                                      | 44’                                                                    |
| 16-6-2023                                                              | Pristina                                                               | Kosovo                                                                 | 0 – 0                                                                  | Romania                                                                | Qual. Euro 2024                                                        | -                                                                      |                                                                        |
| Totale                                                                 |                                                                        | Presenze                                                               | 12                                                                     |                                                                        | Reti                                                                   | 0                                                                      |                                                                        |

## Palmarès

### Club

#### Competizioni nazionali
- Campionato rumeno: 2

Viitorul Constanța: 2016-2017
Farul Costanza: 2022-2023
- Coppa di Romania: 1

Viitorul Constanța: 2018-2019
- Coppa d'Ucraina: 1

Dinamo Kiev: 2020-2021
- Campionato ucraino: 1

Dinamo Kiev: 2020-2021